# UCI Africa Tour 2005
Die UCI Africa Tour ist der vom Weltradsportverband UCI zur Saison 2005 eingeführte afrikanische Straßenradsport-Kalender unterhalb der UCI ProTour.
Die Eintagesrennen und Etappenrennen der UCI Africa Tour sind in drei Kategorien (HC, 1 und 2) eingeteilt.

## Endstand
| Platz | Fahrer            | Punkte |
| ----- | ----------------- | ------ |
| 01.   | Tiaan Kannemeyer  | 163    |
| 02.   | Ryan Cox          | 151    |
| 03.   | Jérémie Ouédraogo | 100    |
| 04.   | Davide Silvestri  | 90     |
| 05.   | Jamie Ball        | 73     |
| 06.   | Laurent Zongo     | 72     |
| 07.   | Christian Eminger | 58     |
| 08.   | Sergei Tretjakow  | 46     |
| 09.   | Sergei Lawrenenko | 44     |
| 10.   | Willie van Zyl    | 42     |

| Platz | Team              | Punkte |
| ----- | ----------------- | ------ |
| 01.   | Barloworld-Valsir | 327    |
| 02.   | Nippo             | 130    |
| 03.   | Konica-Minolta    | 101    |
| 04.   | Dukla-Trencin     | 37     |
| 05.   | Exel              | 32     |
| 06.   | Wiesenhof         | 28     |
| 07.   | Lamonta           | 27     |
| 08.   | Intel-Action      | 18     |
| 09.   | Recycling.co.uk   | 13     |

| Platz | Nation       | Punkte |
| ----- | ------------ | ------ |
| 01.   | Südafrika    | 1049   |
| 02.   | Burkina Faso | 329    |
| 03.   | Namibia      | 40     |
| 04.   | Kamerun      | 22     |
| 05.   | Tunesien     | 11     |
| 06.   | Ägypten      | 6      |
| 07.   | Marokko      | 5      |
| 08.   | Simbabwe     | 5      |
| 09.   | Eritrea      | 4      |

## Februar
| Datum   | Rennen            | Kat. | Sieger           | Team |
| ------- | ----------------- | ---- | ---------------- | ---- |
| 16.–24. | Ägypten-Rundfahrt | 2.2  | Sergei Tretjakow |      |
| 26.–12. | Tour du Cameroun  | 2.2  | Davide Silvestri |      |

## März
| Datum  | Rennen        | Kat. | Sieger           | Team              |
| ------ | ------------- | ---- | ---------------- | ----------------- |
| 9.–13. | Giro del Capo | 2.2  | Tiaan Kannemeyer | Barloworld-Valsir |

## September
| Datum  | Rennen          | Kat. | Sieger           | Team |
| ------ | --------------- | ---- | ---------------- | ---- |
| 22.–2. | Tour du Sénégal | 2.2  | Alexandre Lecocq |      |